# Casa de Bjalbo

Casa de Bjelbo (în suedeză: Bjälboätten), cunoscută și sub numele de Casa de Folkung, a fost o familie suedeză care a oferit câțiva episcopi, conți și regi pentru Suedia, trei regi pentru Norvegia și un rege pentru Danemarca, în secolul al XIV-lea.
Casa a devenit cunoscută sub numele de Casa de Folkung încă din secolul al XVII-lea, iar acest nume este în continuare cel mai frecvent utilizat în lucrările de referință suedeze. Acest nume este, probabil, derivat din cel mai vechi membru cunoscut al familiei, Folke, care a trăit în jurul anului 1100, sau a strămoșului lor legendar, Folke Filbyter, care a trăit în vremurile păgâne. 

## Conți și episcopi
Casa de Bjelbo a produs majoritatea conților din Suedia în secolele XI, XII și XIII, până când titlul a fost abolit în 1266. Diferitele ramuri ale familiei erau rivali.
În jurul anului 1100, Folke cel Gras a devenit primul conte Bjelbo cunoscut și probabil primul conte din toată Suedia, sub regele Inge cel Bătrân al Suediei. El a fost căsătorit cu fiica regelui Knut al IV-lea al Danemarcei. Conform legendelor, el a fost primul din familie care s-a ridicat atât de mult în rang. 
Alți conți notabili ai familiei au fost Birger Brosa, Carol, Ulf Fase, și Birger. În secolul al XIII-lea, unii membrii ai familiei s-au mutat în Norvegia unde au deținut funcții de conți. Mai multi membrii ai familiei au fost Episcopi de Linköping, cel puțin în secolul al XIII-lea. Episcopia acoperea zona Östergötland. Episcopii din Linköping a fost adesea implicați în activitățile de est.

## Ridicarea spre roialitate
Valdemar, fiul contelui Birger a fost ales rege al Suediei în 1250. Membrii Casei de Bjelbo s-au căsătorit treptat cu toate dinastiile rivale din Suedia, producând în cele din urmă un moștenitor care le lega pe toate. Când regele anterior, Eric, a murit fără moștenitori, fiul surorii sale și fiul lui Birger, erau cei mai potriviți să dețină tronul regal.
Membrii casei au domnit ca regi în Suedia până în 1364. Din 1319 până în 1387 ei au fost și regii Norvegiei. Aproape toate monarhiile ulterioare din Suedia, Norvegia și Danemarca sunt descendenți ai Casei de Bjelbo.

## Regii casei de Bjelbo

### Valdemar I al Suediei

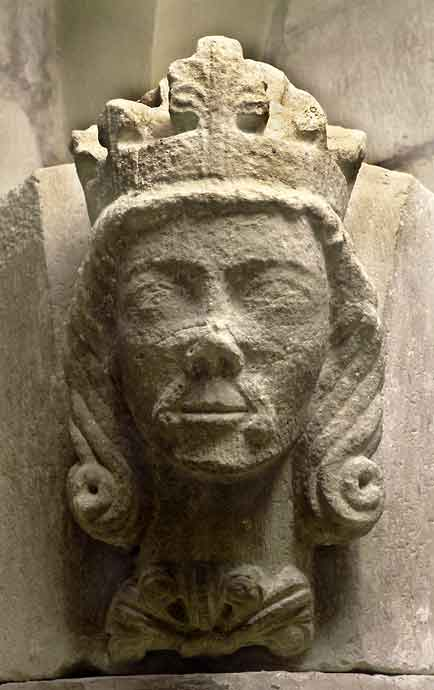

Valdemar a fost fiul prințesei Ingeborg Eriksdotter a Suediei și a Contelui Birger, membru din Casa de Bjelbo. În primii 16 ani ai domniei sale, contele Birger a fost conducătorul real. Birger a fost cunoscut ca un conducător de facto al Suediei din 1248, înainte de domnia lui Valdemar, sub numele de Eric al XI-lea al Suediei. Mama lui Valdemar a fost fiica regelui Eric al X-lea al Suediei și a prințesei Richeza de Danemarca.
Când regele Eric al XI-lea a murit în 1250, Valdemar a fost ales rege. Chiar și după ce Valdemar a împlinit vârsta majoratului în 1257, Birger a deținut un loc puternic în țară. După moartea lui Birger în 1266, Valdemar a intrat în conflict cu fratele său mai mic, Magnus Birgersson, Duce de Södermanland, care dorea tronul pentru el.
Valdemar a fost detronat de fratele său mai mic, Magnus, după bătălia de la Hova din Tivede pe 14 iulie 1275. Magnus a fost susținut de fratele lui mai mic, Eric Birgersson, Duce de Smaland și de regele Eric al V-lea al Danemarcei, care i-a furnizat soldați danezi. Magnus a fost ales rege sub numele de Magnus al III-lea al Suediei.

### Magnus al III-lea al Suediei

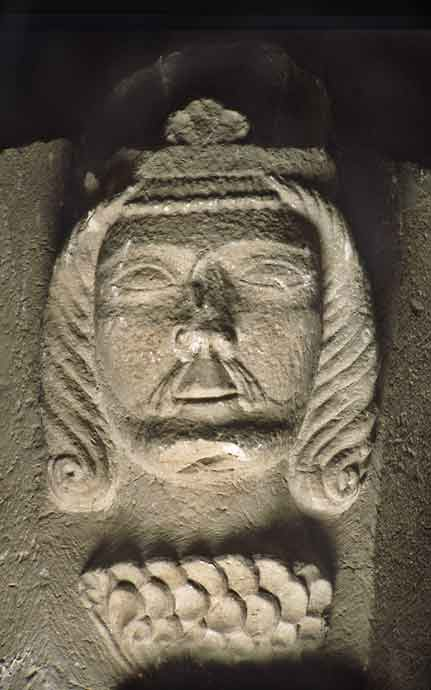

În 1275, Ducele Magnus a început rebeliunea împotriva fratelui său cu ajutorul danezilor, alungându-l pe acesta de pe tron iar Magnus a fost ales rege. În 1276, el s-a căsătorit cu a doua soție, Hedviga, fiica lui Gerard I de Holstein. A fost emisă o anulare papală și o dispensă pentru a doua căsătorie zece ani mai târziu, în 1286. Hedviga a acționat în calitate de regent, probabil între 1290 - 1302 și 1320 - 1327.
Valdemar, regele detronat, a reușit cu ajutorul danezilor să-și recâștige provinciile din Gothenland, din partea de sud a regatului iar Magnus a trebuit să recunoască acest lucru în 1277. Cu toate acestea, Magnus le-a recăpătat în 1278 și și-a asumat titlul de rex Gothorum, Regele Goților, începând tradiția regilor Suediei și Gotilor.

### Birger al Suediei

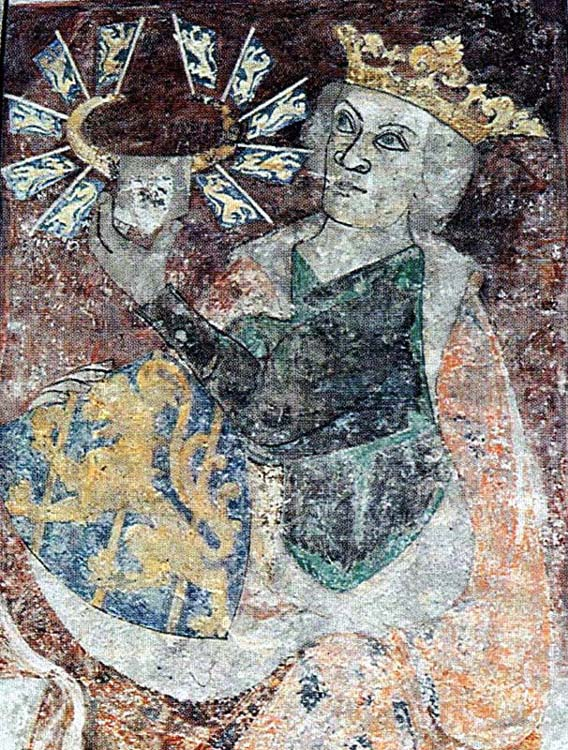

Regele Magnus l-a numit pe Torgils Knutsson, Conetabil de Realm, să fie gardianul lui Birger iar în 1293, Birger a fost încoronat la Söderköping după căsătoria cu prințesa Martha a Danemarcei, fiica regelui Eric al V-lea al Danemarcei.
Birger avea doar zece ani atunci când tatăl sau a murit, iar Torgils Knutsson a devenit cel mai influent om din Suedia. În 1293, Torgils Knutsson a condus suedezii la o bătălie în vestul regiunii Karleia unde aceștia au ieșit victorioși. Când Torgils Knutsson s-a întors de la cunducerea cruciadei din Finlanda, a izbucnit un conflict între frați iar acesta l-a susținut pe regele Birger.
Birger a atins vârsta majoratului atunci când a izbucnit un nou conflict în interiorul Bisericii din Suedia cu privire la interpretarea Privilegiilor din 1280, care fusese costul pentru sprijinul Bisericii care l-a susținut pe tatăl său. Frații regelui, Eric Magnusso, Duce de Södermanland și Valdemar Magnusson, Duce de Finalnda, au profitat de acest conflict. Ducele Eric a încercat să stabilească un regat independent în jurul regiunii Bohuslän, domeniu primit ca parte a căsătoriei sale cu prințesa norvegiană Ingeborg și Halland, la granița dintre Suedia, Norvegia și Danemarca. A izbucnit un război civil însă până în 1306 ducii l-au recunoscut pe fiul lui Birger, Magnus Birgersson, ca succesor la tron. Torgils Knutsson, care a fost socrul ducelui Valdemar, a fost executat în 1306, în semn de reconciliere între regele Birger și frații săi. În același an, într-un eveniment cunoscut sub numele de ‘’jocurile Håtuna’’, Birger a fost luat prizonier de către frații săi, pe moșia regală Håtuna din Uppland și dus la Castelul Nyköping.

### Magnus al IV-lea al Suediei

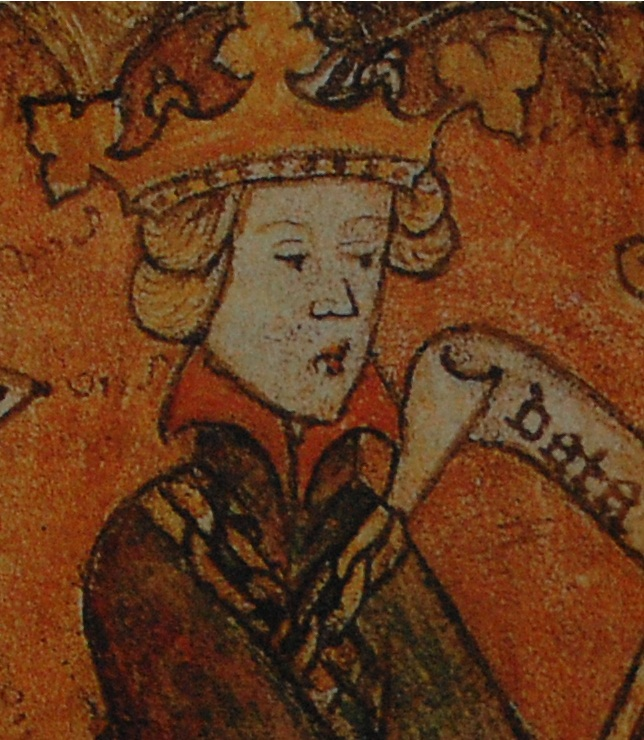

Magnus a fost declarat rege la vârsta de 15 ani, în 1331. Acest lucru a provocat o rezistență în Norvegia, unde o lege din 1302 făcea clar faptul că regii trebuie să aibă vârsta de 20 de ani, urmând o revoltă a lui Erling Vidkunsson și a altor nobili norvegieni. 
La data de 21 iulie 1336, Magnus a fost încoronat rege atât în Norvegia cât și în Suedia, la Stockholm. Acest lucru a provocat resentimente în continuare în Norvegia, unde nobilii și magnații doreau o încoronare separată, urmând o a doua rebeliune a nobililor norvegieni în 1338.
Opoziția față de guvernarea lui Magnus a condus Norvegia la o înțelegere între rege și nobilimea norvegiană, având loc la Varberg pe 15 august 1343. În încălcarea legilor norvegiene cu privire la moștenirea regală, fiul mai mic a lui Magnus, Haakon, avea să devină rege al Norvegiei, iar Magnus să îi fie regent în timpul minorității sale. Mai târziu în același an, a fost declarat fiul mai mare al lui Magnus, Eric, care avea să devină rege al Suediei după moartea tatălui său. Astfel, uniunea dintre Norvegia și Suedia avea să se rupă în 1355.
Datorită creșterii impozitelor pentru achiziționarea provinciei Scania, noi nobili suedezi, susținuți de biserică, au încercat să-l elimine pe Magnus, punându-l în locul său pe fiul său mai mare Eric ca rege, însă Eric a murit de ciumă în 1359, împreună cu soția sa, Beatrice de Bavaria și cei doi fii ai lor.  

### Eric al XII-lea al Suediei
În 1343, Eric și fratele său Haakon, au fost aleși moștenitori ai Suediei și Norvegiei. În timp ce Haakon a preluat tronul Norvegiei în 1355 (cauzând uniunea dintre Norvegia și Suedia), Eric nu a primit nici o poziție în consiliul suedez, ceea ce l-a determinat să aleagă să conducă o revoltă împotriva tatălui său, în 1355. În 1357, rebeliunea l-a forțat pe Magnus să împartă Suedia cu fiul său care avea să conducă aproape toată partea de sud a Suediei și Finlanda. Suedia s-a reunit din nou în 1359, atunci când tatăl și fiul s-au împăcat și au condus împreună țara până la moartea lui Eric, câteva luni mai târziu. În timp ce se afla pe moarte, Eric a acuzat-o pe mama sa că l-a otrăvit. Imediat după moartea sa, soția sa Beatrice a murit și ea. Se crede că cei doi au murit de Moartea Neagră.

### Haakon al VI-lea al Norvegiei

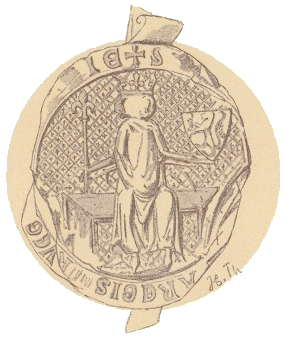

Haakon a fost fiul cel tânăr al lui Magnus al IV-lea al Suediei, care fusese regele atât în Norvegia cât și în Suedia. Fratelui său mai mare, Eric, îi era menit să-l succeadă pe tatăl său, în timp ce Haakon fusese făcut rege al Norvegiei și în timp ce tatăl său încă se afla în viață. Magnus l-a favorizat pe Haakon mai mult decât pe Eric, ceea ce a dus la o revoltă și la confiscarea Suediei de sud. Eric a murit în 1359 și Haakon a devenit co-guvernator cu tatăl său la tronul din Suedia, trei ani mai târziu. Cei doi au domnit împreună până în 1364, până când au fost detronați în favoarea nepotului lui Magnus, Albert de Mecklenburg, de către o adunare de nobili suedezi exilați, conduși de Jonsson Grip. Magnus și Haakon au încercat să preia tronul suedez însă au eșuat.

## Referinte
- Folkungaätten (Samlaren / Ny följd. Årgång 10. 1929)
- Folkungaätten (Nordisk familjebok. 1908)
- Folkungaätten (Nordisk familjebok. 1908)